# Coveñas
Coveñas är en kommun i Colombia.   Den ligger i departementet Sucre, i den norra delen av landet, 600 km norr om huvudstaden Bogotá. Antalet invånare är 11 331.